# Quint Hateri
Quint Hateri (en llatí Quintus Haterius) va ser un senador i retòric romà del temps d'August i Tiberi.
Se sap que va ser cònsol sufecte però es desconeix en quin any. Al pujar al poder, Tiberi va comparèixer davant del senat i fingia que no volia acceptar l'imperi i Hateri li va preguntar "¿per quant de temps deixaràs la comunitat sense cap?", pregunta ofensiva per Tiberi perquè l'obligava a declarar les seves intencions, cosa que va molestar-lo molt. Hateri va anar a palau a demanar perdó i en una sèrie d'incidents va estar punt de morir a mans de la guàrdia de Tiberi, però el va salvar l'emperadriu Lívia Drusil·la (any 14).
L'any 16 apareix defensant una llei sumptuària per restringir l'ús d'or i plata i altres guarniments i l'any 22 proposant que el decret senatorial que donava la potestat tribunícia a Drus fill de l'emperador fos gravat en lletres d'or a la porta de la cúria, mostra del seu servilisme.
La seva principal reputació deriva de la seva condició de mestre d'oratòria a les escoles, més que al senat. És elogiat per Sèneca l'orador, que l'havia escoltat. Però el seu fill Sèneca el filòsof el censura severament. Tàcit diu d'ell que la seva veu era sonora, tenia pulmons potents, una fèrtil invenció i un enginy extraordinari. La seva oratòria tenia molt per aplaudir, però també molt per condemnar o excusar. August va dir d'ell que la seva eloqüència necessitava una cadena (Haterius noster, sufflaminandus est). Va llogar un home lliure que li prenia nota dels seus discursos i els puntuava correctament de cara a la seva publicació. Tàcit diu que els discursos de Quint Hateri havien quedat antiquats a la seva època. Sèneca l'acusava d'utilitzar arcaismes, però els arcaismes utilitzats eren paraules o frases de Ciceró.
Va morir a finals de l'any 26 als 89 anys. Sembla que els seus fills van morir abans que ell, entre els quals hi havia Dècim Hateri Agripa.